# Kostel Nanebevzetí Panny Marie (Leutersdorf)
Kostel Nanebevzetí Panny Marie (německy Kirche Mariä Himmelfahrt) v saském Leutersdorfu je novogotický farní kostel dokončený roku 1862.

## Historie
Pozemek pro výstavbu katolického kostela v leutersdorfské části Neuleutersdorf získal roku 1851 biskup Joseph Dittrich (1794–1853). Položení základního kamene se uskutečnilo 29. října 1860. Výstavba trvala dva roky a nový svatostánek byl vysvěcen 5. října 1862 biskupem Ludwigem Forwerkem (1816–1875). Plány zhotovil žitavský architekt Carl August Schramm (1807–1869). Prvním farářem se stal Anton Müller ze severočeského Varnsdorfu. Roku 1878 získal kostel první varhany, v roce 1910 došlo k elektrifikaci a roku 1925 bylo vybudováno plynové topení. V letech 1923 a 1927 obdržel kostel nové zvony jako náhradu za zvony zrekvírované během první světové války. Místní farář Aloys Scholze (1893–1942), odpůrce nacismu, zahynul roku 1942 v koncentračním táboře Dachau. Zvony zrekvírované během druhé světové války byly nahrazeny novými roku 1948. Celkové rekonstrukce se stavba dočkala v roce 1962 u příležitosti stého výročí dokončení, další následovaly roku 1997 a v letech 2007–2009.
Kostel je chráněn jako kulturní památka pod číslem 09272089 a je využíván k pravidelným bohoslužbám. Je farním kostelem Římskokatolické farnosti Leutersdorf.

## Popis
Jednolodní neorientovaný kostel je postavený v novogotickém slohu. Průčelí dominuje věž s portálem. Střecha pokrytá pálenými taškami nese barevné vzory. Na oltáři je umístěn obraz s motivem Nanebevzetí Panny Marie. Varhany se 17 rejstříky zhotovil budyšínský varhanář Leopold Kohl.

## Okolí kostela
Kolem kostela se rozprostírá hřbitov vystavěný spolu s kostelem. Západně od kostela stojí památkově chráněná fara s pamětní deskou připomínající faráře Aloyse Scholze.